# IC 5306
IC 5306 — галактика типу Sb (компактна витягнута галактика) у сузір'ї Пегас.
Цей об'єкт міститься в оригінальній редакції індексного каталогу.